# Anantnag
Anantnag est une ville indienne située dans le district d'Anantnag dans le territoire du Jammu-et-Cachemire. En 2011, sa population était de 108 505 habitants.